# Bufo gargarizans
Bufo gargarizans е вид земноводно от семейство Крастави жаби (Bufonidae).

## Разпространение
Видът е разпространен в Китай, Русия, Северна Корея, Южна Корея и Япония (Рюкю).